# Ostinato
Ostinato (del italiano, "obstinado") es una técnica de composición basada en la realización de variaciones sobre la repetición de un motivo musical (el ostinato propiamente dicho). De ahí su nombre en italiano, que significa ‘obstinación, empeño en repetir lo mismo’.
Es un efecto relacionado con el pedal, siendo la diferencia que en este es una sola nota la que se repite o mantiene mientras que en el ostinato es una frase la repetida. Al igual que el pedal, el ostinato se sitúa normalmente en el bajo, aunque puede hacerlo en cualquier otra voz.

## Tipos
El ostinato consiste en la repetición de algún parámetro musical,  ya sea:
- un motivo melódico,
- una celula rítmica,
- una progresión armónica.

Por ejemplo, el bajo continuo, una línea de bajo que se repite.
Existe también la posibilidad de construir ostinati que vayan variando ligeramente (los cambios o variaciones del original no pueden ser drásticos, porque dejaría de ser un ostinato y se escucharía como otra cosa). En general, el patrón debe permanecer identificable.

## Usos
El ostinato es una de las expresiones musicales más antiguas que se conocen y prevalece en muchas músicas populares del mundo. Cualquier ritmo reconocible es en realidad un ostinato, desde el rock hasta la rumba o la salsa. Un ejemplo interesante es plantear una base rítmica o melódica sobre la que se va improvisando o variando, algo presente en casi todas las músicas del mundo.

### En música clásica occidental
Los ostinati son usados frecuentemente en la música barroca, por ejemplo en el bajo continuo, el bajo de Alberti, y en formas fijas como la passacaglia y la chacona (donde el bajo ostinato tiene varios compases de duración).
En la música académica del siglo XX, el estudio y la aplicación de diferentes tipos de ostinati adquirieron gran desarrollo, y, de por sí, formularon nuevos caminos para la evolución de la composición (Stravinski, Bartók, Orff).
Una de las características principales de la música minimalista es el uso de los pequeños ostinati rítmico-melódicos (de pocas notas).
El compositor griego Mikis Theodorakis utiliza eficazmente el ostinato en la pista sonora de dos filmes de Michael Cacoyannis sobre textos de Eurípides: en Las troyanas usa un tetracordio en uno de los modos musicales griegos, y en Ifigenia se trata de dos notas en intervalo de segunda mayor.

### En música popular urbana
En toda la música popular acompañada por instrumentos de percusión, estos ejecutan ostinati rítmicos, mientras los instrumentos ejecutan ostinati armónicos (las «ruedas» de acordes).
Un caso de ostinato rítmico-armónico se encuentra en la mano izquierda de la interpretación del piano en el boogie woogie.
Esta técnica es muy utilizada en la actualidad por los intérpretes de guitarra eléctrica, principalmente en el heavy metal. Valga como ejemplo el séptimo disco de la banda Barón Rojo titulado Obstinato y la banda de Heavy Metal chileno Obstinato.
En el rock y el pop, lo que se llama «base rítmica» (en la batería y el bajo) no deja de ser un ostinato, que varía ligeramente según el momento de la canción, bien agregando ataques a la base misma o variándola en puntos claves como finales de frases, comienzos de secciones, acentos rítmicos, etc. 
Concretamente, una caja de ritmos es un aparato que permite construir y reproducir ostinati. Desde los años noventa, la función de la batería electrónica podía ser realizada por programas secuenciadores ejecutados en una computadora.

## Riff
En varios estilos de música popular, riff se refiere a una frase breve y relajada que se repite sobre melodías cambiantes. Puede servir como estribillo o figura melódica, a menudo interpretada por instrumentos de la sección rítmica o instrumentos solistas que forman la base o el acompañamiento de una composición musical. Aunque se encuentran con mayor frecuencia en la música rock, heavy metal, música latina, funk y jazz, también la música clásica a veces se basa en un riff simple, como el Boléro de Ravel. Los riffs pueden ser tan simples como un saxo tenor tocando una figura rítmica simple y pegadiza, o tan complejos como las variaciones basadas en riffs en los arreglos principales interpretados por la orquesta de Count Basie.
David Brackett (1999) define los riffs como "frases melódicas cortas", mientras que Richard Middleton (1999) los define como "figuras rítmicas, melódicas o armónicas cortas repetidas para formar un marco estructural". Rikky Rooksby afirma: "Un riff es una frase musical breve, repetida y memorable, a menudo con un tono bajo en la guitarra, que concentra gran parte de la energía y la emoción de una canción de rock".
En el jazz y el R&B, los riffs se utilizan a menudo como punto de partida para composiciones más largas. El riff del tema bebop de Charlie Parker "Now's the Time" (1945) resurgió cuatro años después como el éxito dance de R&B "The Hucklebuck". El verso de "The Hucklebuck", otro riff, fue "tomado prestado" de la composición de Artie Matthews "Weary Blues". "In the Mood" de Glenn Miller tuvo una vida anterior como "Tar Paper Stomp" de Wingy Manone. Todas estas canciones utilizan riffs de blues de doce compases, y la mayoría de estos riffs probablemente preceden a los ejemplos dados.
El término "riff" no se utiliza en la música clásica. Las frases musicales individuales utilizadas como base de las piezas de música clásica se denominan ostinatos o simplemente frases. Los escritores de jazz contemporáneos también utilizan ostinatos parecidos a riffs en la música modal. El jazz latino suele utilizar riffs basados en el guajeo.

## Vamp
En música, un vamp es una figura, sección o acompañamiento musical repetido utilizado en blues, jazz, gospel, soul y teatro musical. Los vamp también se encuentran en el rock, funk, reggae, R&B, pop y country. Los vamps suelen tener poco contenido armónico: un vamp puede consistir en un solo acorde o una secuencia de acordes tocados en un ritmo repetido. El término de jerga vamp proviene de la palabra inglesa antigua vampe (calcetín), del francés antiguo avanpie, equivalente al francés moderno avant-pied, literalmente antes del pie.
En el jazz, la fusión y géneros relacionados, un vamp de fondo proporciona al intérprete un marco armónico que apoya la improvisación. Por ejemplo, "Take Five" comienza con una figura repetida y sincopada en tiempo 5
4, que el pianista Dave Brubeck toca durante toda la canción (excepto en el solo de batería de Joe Morello y la variación de los acordes en la sección central). "So What" de Miles Davis utiliza un vamp de dos notas interpretado regularmente por el piano y la trompeta en todo momento. Otros ejemplos son los outros de "Body Talk" y "Plum" de George Benson, y los cambios en solitario de "Breezin'". Otros temas están también dominados por vamps: las versiones de "My Favourite Things" de John Coltrane, Kenny Burrell y Grant Green, "Watermelon Man" y "Chameleon" de Herbie Hancock, "Bumpin' on Sunset" de Wes Montgomery y "Room 335" de Larry Carlton y la larga improvisación final de la primera parte del The Köln Concert de Keith Jarrett.
En la música gospel y soul, la banda a menudo utiliza un ritmo ostinato groove al final de una canción, generalmente sobre un solo acorde, sobre el que el solista improvisa. En el funk, la armonía suele ocupar un segundo lugar después de los vamps) en contrapunto que se tocan repetitivamente con la guitarra, el bajo y la batería  Un conocido ejemplo es "Superstition" de Stevie Wonder, totalmente basado en vamps.
En el teatro musical los vamps se usan normalmente en las introducciones de las canciones, durante un diálogo o en escenas concretas, como acompañamiento para transiciones en el escenario de duración indeterminada. La partitura proporciona una figura de vamp de uno o dos compases e indica "Vamp hasta la señal" por parte del director. El vamp les da tiempo a los cantantes en el escenario para prepararse para la canción o el siguiente verso, sin necesidad de que la música se detenga. El vamp tiene tres propósitos principales: proporciona la clave, establece el tempo y proporciona un contexto emocional.